# Zubair
Il giacimento di Zubair è un campo petrolifero che si trova nel sud dell'Iraq, a ovest di Bassora. È uno dei maggiori giacimenti del mondo. Fu scoperto nel 1949.  Ha 4,5 Gbbl di riserve provate a attualmente (gennaio 2010) produce circa 200 kbbl/g ma i prossimi anni, secondo i piani di espansione del giacimento, la produzione dovrebbe raggiungere 1,2 Mbbl/g
Lo sviluppo del giacimento è in mano ad un consorzio guidato da Eni (32.81%) con Occidental Petroleum Corporation (23.44%), Korea Gas Corporation (18.75%) e la compagnia statale irachena Missan Oil Company (25%).